# (34329) 2000 QO206
2000 QO206 (asteroide 34329) é um asteroide da cintura principal. Possui uma excentricidade de 0.10216160 e uma inclinação de 4.15497º.
Este asteroide foi descoberto no dia 31 de agosto de 2000 por LINEAR em Socorro.